# スカーバラ伯爵
スカーバラ伯爵（英: Earl of Scarbrough）は、イギリスの伯爵位。イングランド貴族。
アイルランド貴族爵位ラムリー子爵(Viscount Lumley)を前身とし、1689年に第2代ラムリー子爵リチャード・ラムリーが叙されたのに始まる。爵位名はノース・ヨークシャーのスカーバラに因む。

## 経歴

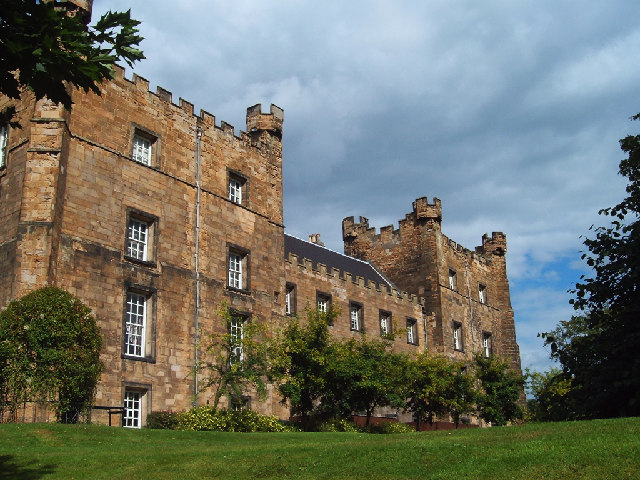
ラムリー城

ラムリー家は系譜上1200年代のウィリアム・ド・ラムリーまで遡れる。その子孫のラルフ・ド・ラムリーは、ダラムにラムリー城を建設し、1384年にイングランド貴族爵位ラムリー男爵位を得ているが、1400年に大逆罪で処刑されたため、剥奪されている。
その孫であるトマス・ラムリーが、1461年7月26日に再びラムリー男爵位を与えられたが、その玄孫である第4代男爵ジョンの唯一の息子ジョージが1537年に恩寵の巡礼に参加した廉で大逆罪に問われて私権剥奪されたため、爵位は4代男爵の死去とともに剥奪された。
しかしその後、3代男爵リチャードの次男アンソニーの孫にあたるリチャード・ラムリー(1589–1663) が、1628年7月12日にアイルランド貴族爵位として「ウォーターフォードのラムリー子爵 (Viscount Lumley, of Waterford) 」を与えられたことで、ラムリー家は再び貴族に列した。
その孫で2代子爵位を継承したリチャード (1650-1721) は、陸軍軍人としてモンマスの反乱鎮圧などに貢献した人物で、1681年5月31日にイングランド貴族爵位「ダーラム州におけるラムリー城のラムリー男爵 (Baron Lumley, of Lumley Castle in the County of Durham) 」、1689年4月10日にはイングランド貴族爵位「ダラム州におけるラムリー城のラムリー子爵 (Viscount Lumley, of Lumley Castle in the County of Durham) 」、そして1690年4月15日に「スカーバラ伯爵 (Earl of Scarbrough) 」に叙せられた。
以降その子孫によって2015年現在までスカーバラ伯爵位は継承され続けている。2015年現在の当主は13代スカーバラ伯リチャード・オズバート・ラムリー(1973-)である。
伯爵家の本邸はダラムのチェスター＝ラ＝ストリートにあるラムリー城だが、同城は1976年以来ホテルになっており、現在住居としているのはサウス・ヨークシャー・ロザラムにあるサンドベックハウス(Sandbeck House)である。

## 現当主の保有爵位
現在の当主13代スカーバラ伯リチャード・オズバート・ラムリーは以下の爵位を保有している。
- 第13代スカーバラ伯爵 (13th Earl of Scarbrough)

(1690年4月15日創設イングランド貴族爵位)
- 第13代ラムリー子爵 (13th Viscount Lumley)

(1689年4月10日創設イングランド貴族爵位)
- ウォーターフォードの第14代ラムリー子爵 (14th Viscount Lumley, of Waterford)

(1628年7月12日創設アイルランド貴族爵位)
- ダラム州におけるラムリー城の第13代ラムリー男爵 (13th Baron Lumley, of Lumley Castle in the County of Durham)

(1681年5月31日創設イングランド貴族爵位)

## 歴代当主

### ラムリー子爵 (1628年)
- 初代ラムリー子爵リチャード・ラムリー（英語版） (1589–1663)
- 2代ラムリー子爵リチャード・ラムリー (1650-1721) (1690年にスカーバラ伯爵に叙される)

### スカーバラ伯 (1690年)
- 初代スカーバラ伯リチャード・ラムリー (1650-1721)
- 2代スカーバラ伯リチャード・ラムリー (1686-1739)
- 3代スカーバラ伯トマス・ラムリー＝サンダーソン（英語版） (1691頃-1752)
- 4代スカーバラ伯リチャード・ラムリー＝サンダーソン (1725-1782)
- 5代スカーバラ伯ジョージ・オーガスタス・ラムリー＝サンダーソン (1753–1807)
- 6代スカーバラ伯リチャード・ラムリー＝サンダーソン (1757–1832)
- 7代スカーバラ伯ジョン・ラムリー＝サヴィル (1761–1835)
- 8代スカーバラ伯ジョン・ラムリー＝サヴィル（英語版） (1788–1856)
- 9代スカーバラ伯リチャード・ジョージ・ラムリー（英語版） (1813–1884)
- 10代スカーバラ伯アルドレッド・フレデリック・ジョージ・ベレスフォード・ラムリー（英語版） (1857–1945)
- 11代スカーバラ伯ローレンス・ロジャー・ラムリー (1896–1969)
- 12代スカーバラ伯リチャード・アルドレッド・ラムリー（英語版） (1932–2004)
- 13代スカーバラ伯リチャード・オズバート・ラムリー (1973-)
  - 推定相続人は、現当主の弟であるラムリー子爵(儀礼称号)トマス・ヘンリー・ラムリー(1980-)